# Nishimura Isaku

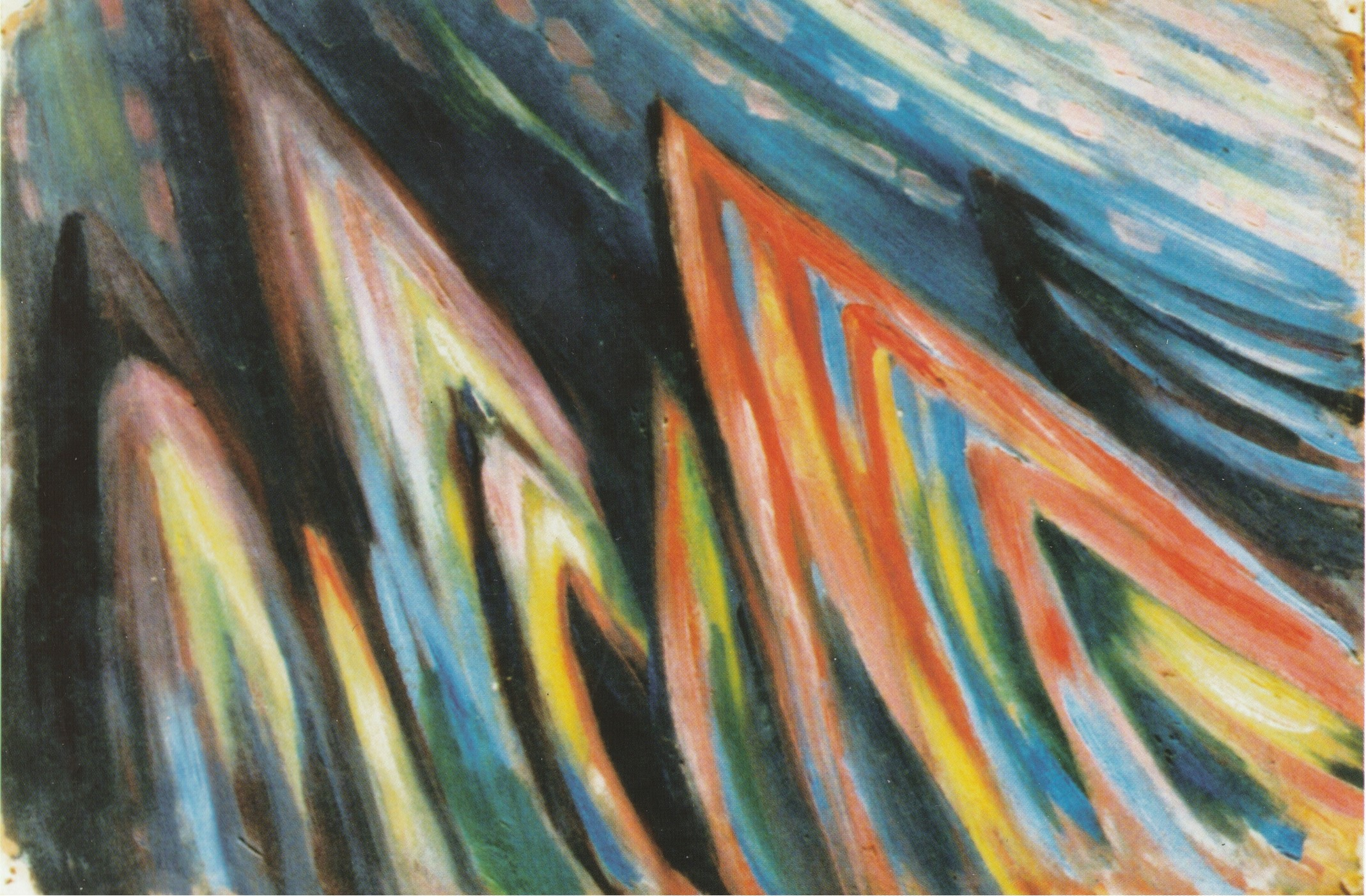
Nishimura: Wellenform, 1916

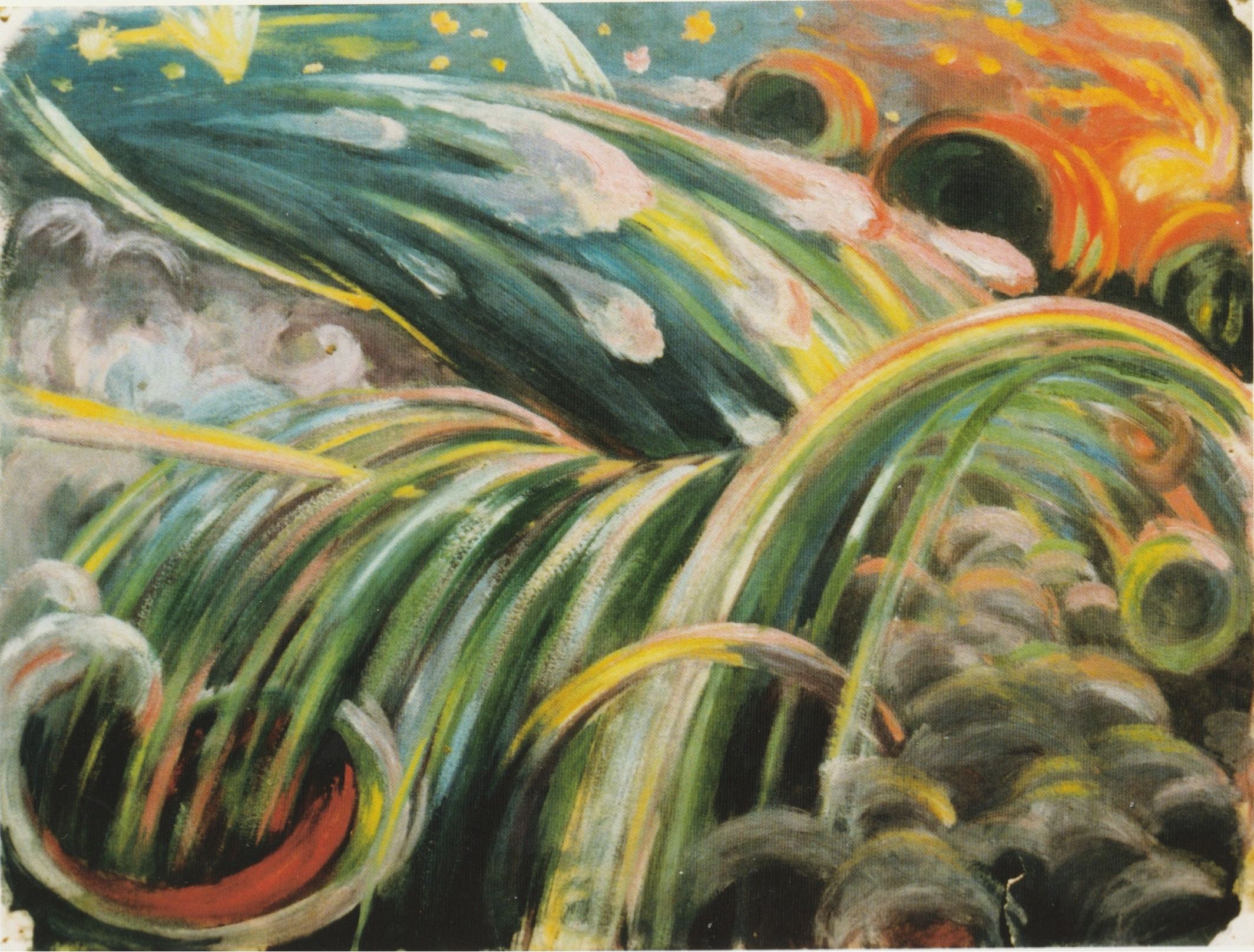
Nishimura: Kosmos, 1916

Nishimura Isaku (japanisch 西村 伊作; geb. 6. September 1884 in Shingū; gest. 11. Februar 1963) war ein Pädagoge, japanischer Architekt, Maler, Töpfer, Dichter und Forscher zur Alltagskultur während der Taishō- und Shōwa-Zeit.

## Leben und Werk
Isaku (d. i. Isaak), ein Sohn des Christen Ōishi Yohei (大石 余平; 1854–1891) wurde im Alter von drei Jahren von der Familie Nishimura adoptiert. 1904 war er Gegner des Russisch-Japanischen Kriegs, entwickelte sich zum Sozialisten und Pazifisten. 1912 stiftete er einen Kindergarten. Der Malerei wandte er sich 1913 zu. 1916 entstanden abstrakte Bilder, daneben befasste er sich mit der Töpferei.
1921 gründete Nishimura mit eigenen Mitteln, unterstützt von Yosano Akiko, Yosano Tekkan, Ishii Hakutei und Kawasaki Natsu, die Privatschule „Kultur-Akademie“ (文化学院, Bunka gakuin) in Tokio und eröffnete das Nishimura-Architektenbüro. Die Schule wurde 1938 nach eigenem Entwurf in Stahlbeton ausgebaut. 1943 wurde Nishimura der Majestätsbeleidigung verdächtigt und verhaftet. Die Schule wurde geschlossen.
1945 wurde Nishimura ohne Verfahren freigelassen, 1946 konnte die Schule wieder ihren Betrieb aufnehmen.
Ab 1951 beschäftigt sich Nishimura erneut mit Keramik, 1960 veröffentlichte er eine Autobiografie mit dem Titel „Mir kam Reichtum zu“.

## Schriften
- Nishimura Isaki: Waga ni eki ari (我に益あり, „Mir kam Reichtum zu“), Autobiografie. Kidensha, 1960.
- Bunka gakuin shiryoshitsu henshu iinkai (Hrsg.): Nishimura Isaku to Yosano Akiko-tachi: Jiyū to gejitsu no kyōiku o motomete (西村伊作と与謝野晶子たち 自由と芸術の教育を求めて, „Nishimura Isaku und alle um Yosano Akiko: Streben nach einer Erziehung zur Freiheit und Kunst“), Bunka gakuin shiryoshitsu, 1980.